# Beatriz de Portugal
D. Beatriz de Portugal (ou D. Brites de Portugal, Coimbra, Fevereiro de 1373  — Toro, após Junho de 1412  ou entre 1419 e 1420), que veio a ser rainha consorte de Castela, era a única filha do Rei D. Fernando I de Portugal e de sua mulher, a rainha D. Leonor Teles.

## A Rainha de Portugal que não foi Rainha de Portugal
Em 1383, a infanta D. Beatriz era a única descendente do rei D. Fernando, já então muito doente. Como herdeira do trono, o seu casamento aparentemente iria decidir quem haveria de ser o sucessor de D. Fernando.
A História confirma-o. D. Fernando arranjou e cancelou o casamento de Beatriz por diversas vezes, até que finalmente, tentando evitar que um príncipe castelhano, D. Fernando, filho segundo do rei de Castela, lhe sucedesse no trono por força do tratado de Elvas, pensou encontrar a solução no casamento da sua única filha e herdeira com o próprio rei João I de Castela. Viúvo desde o ano anterior de uma princesa aragonesa, João de Castela aceitou, crendo que lhe estava aberta a via para anexar o reino de Portugal ao de Castela e Leão. O respectivo tratado de matrimónio e sucessão no trono de Portugal foi negociado em 1383 em Salvaterra de Magos, e a cerimónia final do casamento teve lugar a 17 de Maio de 1383 na cidade fronteiriça de Badajoz. D. Beatriz tinha então apenas 10 anos e cerca de 3 meses de idade.
Porém o tratado de Salvaterra de Magos não reconhecia como soberanos plenos João I de Castela e Beatriz, e reservava o trono de Portugal para um hipotético neto do rei D. Fernando, o qual, três meses após nascer, seria trazido para Portugal e aqui criado sob a tutela dos avós ou de quem eles nomeassem, caso viessem a falecer quer antes quer depois do nascimento do dito neto ou neta.
Os reis de Castela só tinham, pelo tratado de Salvaterra, à morte do rei D. Fernando, direito a intitularem-se reis de Portugal numa situação precária de fideicomisso (a respeito do título real) e seriam usufrutuários do saldo líquido das rendas do reino (se porventura o houvesse), nem sequer podendo ser qualificados, em rigor, como verdadeiros soberanos nominais, pois que das decisões em Portugal não cabia apelo para a corte castelhana, pertencendo o Regimento (governo) a Leonor Teles ou a quem, em caso de sua morte, ela deixasse nomeado. Mas a novidade maior, no dito tratado, era que os naturais do reino a teriam ou haveriam de tomar por Rainha (a Beatriz). Pasmosamente, os naturais do reino intervêm no tratado.
O rei D. Fernando morre pouco depois, possivelmente tuberculoso, a 22 de Outubro. De acordo com o tratado de casamento, a rainha mãe, Leonor Teles, cerca de um mês após a morte de D. Fernando (segundo Ayala e Fernão Lopes), manda aclamar em algumas cidades e vilas a filha como rainha de Portugal, tendo assumido entretanto a regência como «Dona Leonor, pela graça de Deus, Rainha, Governador e Regedor dos Reinos de Portugal e Algarve». No entanto, em Toledo, João I de Castela já se  proclamara e fizera aclamar rei de Castela, de Leão e de Portugal, juntando as bandeiras de Castela e de Portugal numa só, e tentando nomear o fidalgo português Vasco Martins de Melo Alferes-mor de Castela e de Portugal. Vasco Martins não aceita e diz polidamente ao rei castelhano que este não pode juntar o que está separado, ou seja, os dois reinos, e que se o fizer poderá haver uma guerra, e que ele, Vasco Martins de Melo, deve obediência a Portugal. É esta atitude e pretensão de João I de Castela que está verdadeiramente na origem da crise de 1383-1385. É verdade que houve cidades e vilas que se mantiveram indiferentes, e outras que impediram ou repudiaram a aclamação de D. Beatriz como Rainha de Portugal, como foi o caso em Lisboa, Santarém, Elvas e outros lugares, mas os próprios apoiantes mais chegados do Mestre de Avis estavam dispostos a aceitar os termos do tratado de Salvaterra, chegando a propor a Leonor Teles, já depois do assassinato de João Fernandes Andeiro, um curioso arranjo: «que o Mestre casasse com a Rainha dona Lionor» e que os dois fossem Regedores durante a menoridade do futuro filho de Beatriz e de João I de Castela (Crónica de el-rei D. João I, de Fernão Lopes, cap. XXV, edição Civilização). Quem levou a proposta a Leonor Teles foram Álvaro Pais, um dignitário burguês extremamente influente em Lisboa, e Álvaro Gonçalves Camelo, um homem das Ordens Militares. Leonor Teles recusou. Contudo, o que aqui nos interessa é que tal proposta demonstra a disponibilidade do Mestre de Avis e dos seus apoiantes em aceitar aquela aparente soberania nominal dos reis de Castela. Mas, diz-nos o grande fidalgo e cronista castelhano Pero Lopez de Ayala, João I de Castela não queria saber para nada do tratado de Salvaterra, achando que pelo facto da esposa ser herdeira do trono ele tinha o direito a reinar plenamente sobre Portugal. Decide então entrar em Portugal pela Guarda nos finais de Dezembro de 1383, numa nova violação do tratado de Salvaterra e ainda antes de saber que o Mestre de Avis em Lisboa fora aclamado Regedor e Defensor do Reino.
Estando na Guarda, em Janeiro, João I de Castela recebe cartas de Leonor Teles a contar-lhe o sucedido e a pedir-lhe que venha a Santarém em seu socorro. A Rainha regente, entretanto, em meados de Dezembro, mandara finalmente aclamar a sua filha Beatriz (fonte: Crónica da Regência e do Reinado de D. João I, capítulo 67) por todo o reino como rainha e senhora de Portugal. Aqui as posições de ambos os partidos já se extremaram. João I de Castela e muitos dos seus fidalgos, não querendo cumprir de modo nenhum o tratado de Salvaterra, preparam-se para remover o que pensam ser o último obstáculo, a regência de Leonor Teles. Do lado dos partidários do Mestre de Avis, vendo que o rei castelhano não está disposto a contentar-se com uma pretensa soberania nominal, perdem-se as esperanças num qualquer entendimento na base do acordo de Salvaterra e chega-se à conclusão de que é necessário um novo e efectivo rei português. O Mestre de Avis, bastante menos popular que o seu meio-irmão João, entretanto preso em Castela, pensa então tão-só assumir a Regência e a Defesa do reino que a cidade de Lisboa lhe oferece até que o irmão seja livre e possa reinar em Portugal. A revolta desencadeada pelo pregão que anunciava a aclamação de Beatriz (o pregão dizia que o povo teria de aclamar como sua senhora a rainha de Castela) espalha-se por vilas e cidades. Termina aqui qualquer hipótese de alguma vez Beatriz vir a ser reconhecida pelos portugueses como rainha de Portugal (Crónica de el-rei D. João I, cap. XXVIII, ed. Civilização). Minho e Trás-os-montes estavam então quase completamente dominados por alcaides que haviam prestado vassalagem a João I de Castela ou a Beatriz. Nas Beiras a maioria ficara na expectativa. Na Estremadura e no Alto Alentejo as forças do partido pró-castelhano e do partido nacional equilibravam-se. Quase todo o resto do Alentejo e todo o Algarve eram pelo reino de Portugal. A grande epopeia da luta pela conservação da independência iria começar.

## O desenvolvimento da Crise (ou Revolução) de 1383-85

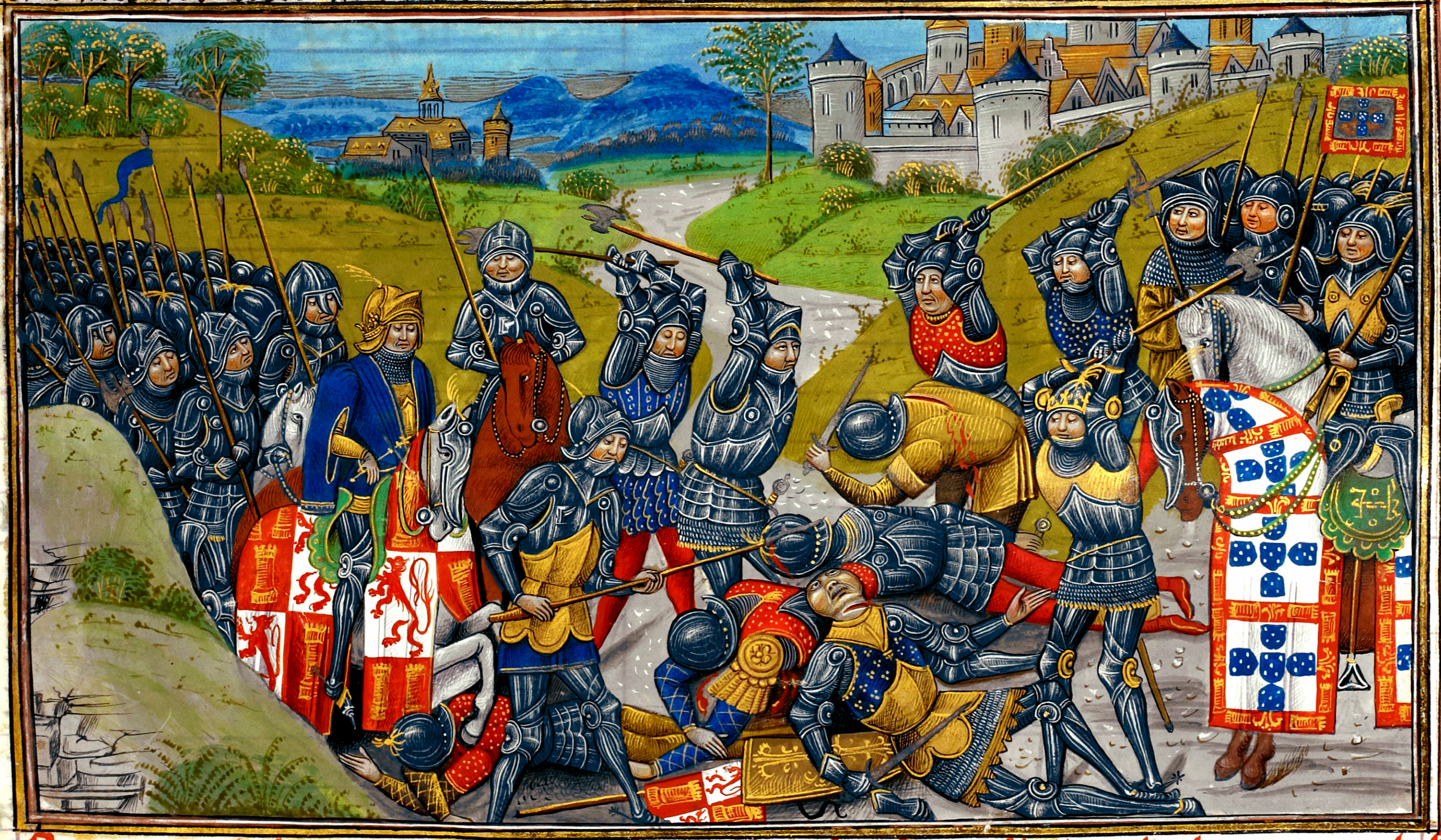
Batalha de Aljubarrota

Chegando a Santarém no dia 12 de Janeiro de 1384, João I de Castela persuade Leonor Teles a renunciar pessoalmente a todo o direito à regência, ou a todo o seu tempo e a todos os seus actos de regência, e a pô-la (a toda a regência) em si e na sua esposa (uma criança então de cerca de 11 anos), o que é executado no dia seguinte, 13 de Janeiro, mandando chamar um tabelião: «e foi feita a escritura em que renunciou a todo o direito do regimento que havia de haver no reino, e o pôs em ele e em sua filha», diz-nos Fernão Lopes (e, curiosamente, López de Ayala diz exactamente o mesmo, em castelhano), e «nem valeu, segundo contam certos autores, o conselho que à Rainha deram alguns que disto souberam parte, dizendo-lhe que não podia alienar o regimento e senhorio que lhe ficara por morte delRei dom Fernando, indo contra a sua postumeira (última) vontade, que por direito era havida por lei, ademais que tal renunciação era contra os trautos (tratado de Salvaterra), nos quais não podia enhader (acrescentar) nem minguar sem consentimento dos prelados e povos do reino, como neles (os trautos) se fazia menção» (Crónica de el-rei D. João I, cap. LXV). De passagem reparemos que João I de Castela, ao ir removendo os seus supostos obstáculos, foi retirando também do caminho adversários e competidores do Mestre de Avis na crise de 1383-1385 ou Interregno, e o que é mais, muitos dos apoiantes quer do seu meio-irmão, João, quer de Leonor Teles passaram-se para o lado do Mestre.
Segundo alguns historiógrafos muito posteriores, D. Beatriz teria dado à luz um bebé, Miguel, que morreu em 1385. Tal tese foi defendida em Portugal por Salvador Dias Arnaut. Mas nos cronistas da época, por exemplo, em Fernão Lopes e Pero Lopez de Ayala, nenhuma referência é feita ao nascimento desse quimérico Infante que teria falecido em muito tenra idade. Aliás Lopez de Ayala, que conviveu com João I de Castela e Beatriz, é peremptório: além de Henrique III e do «Infante Dom Fernando, filho do Rei Dom João...el Rei Dom João não houve outros filhos legítimos nem em outra maneira em nenhum tempo, salvo uma infanta de que morreu a Rainha Dona Leonor, sua mulher, depois de parida» (Crónica do Rei Dom Henrique III, ano terceiro, capítulo XXV). Como quem conta um conto acrescenta um ponto, outros solícitos inventores de mitos vieram depois afirmar que essa ilusória criatura, por vontade de João I de Castela, haveria sido, caso tivesse sobrevivido, o herdeiro do trono de Portugal. A incongruência de tais mitos com o que é afirmado no testamento de João I de Castela, selado em Celorico da Beira aos 21 dias de Julho de 1385, é manifesta. Eis o que aí escreveu o rei castelhano:
«Outrossim, havemos feito tudo em nosso poder para saber, por quantas partes pudemos, a quem pertencia o direito do Reino de Portugal: e segundo o que até aqui sabemos, não podemos entender, segundo Deus e a nossa consciência, que outro haja direito no Reino salvo a Rainha, minha mulher, e nós. E porque poderia ser que alguns informassem ao dito Infante Dom Henrique, meu filho, que ele havia direito no Reino sobredito, assim como nosso filho e legítimo herdeiro, pelo qual poderia ser que se movesse a tomar voz e título do Reino de Portugal, do qual poderia nascer prejuízo à Rainha minha mulher, tomando-lhe e perturbando-lhe a possessão e título de Rainha em que está, por esta razão nós defendemos firme e expressamente, e mandamos ao dito infante meu filho que, por nenhuma informação nem induzimento que lhe seja feito, não tome voz nem título de Rei de Portugal sem primeiramente ser declarado e determinado por sentença de nosso senhor o Papa que o dito Reino pertence a ele assim como nosso filho primogénito e legítimo herdeiro. Porém temos por bem e mandamos, até que esta dúvida seja declarada por sentença e se saiba ao certo a qual deles pertence o dito Reino, que se retenham para o dito Infante Dom Henrique todas as vilas e castelos e lugares que nós agora temos, e cobraremos daqui em diante, no dito Reino do Portugal e do Algarve, porque, em caso que se achasse que o dito Reino pertence à dita Rainha, deve ela pagar ao dito Infante, antes que a ela sejam entregues as ditas vilas e castelos e lugares, todas as coisas que nós havemos feito, assim por mar como por terra, e as que fizermos daqui em diante para ganhar e haver para ela a possessão pacífica do dito Reino: as quais custas claramente se podem saber e mostrar pelos nossos livros, afora muitos trabalhos que nós, por nossa pessoa, e os nossos, connosco, havemos sofrido, e as perdas de mui grandes Homens e doutros muitos nossos naturais que no dito Reino por esta razão havemos havido, segundo o que é público e notório em todas as Espanhas e por muitas outras partes do mundo» (Lopez de Ayala, Crónica do Rei Dom Henrique III, ano segundo, capítulo VI).

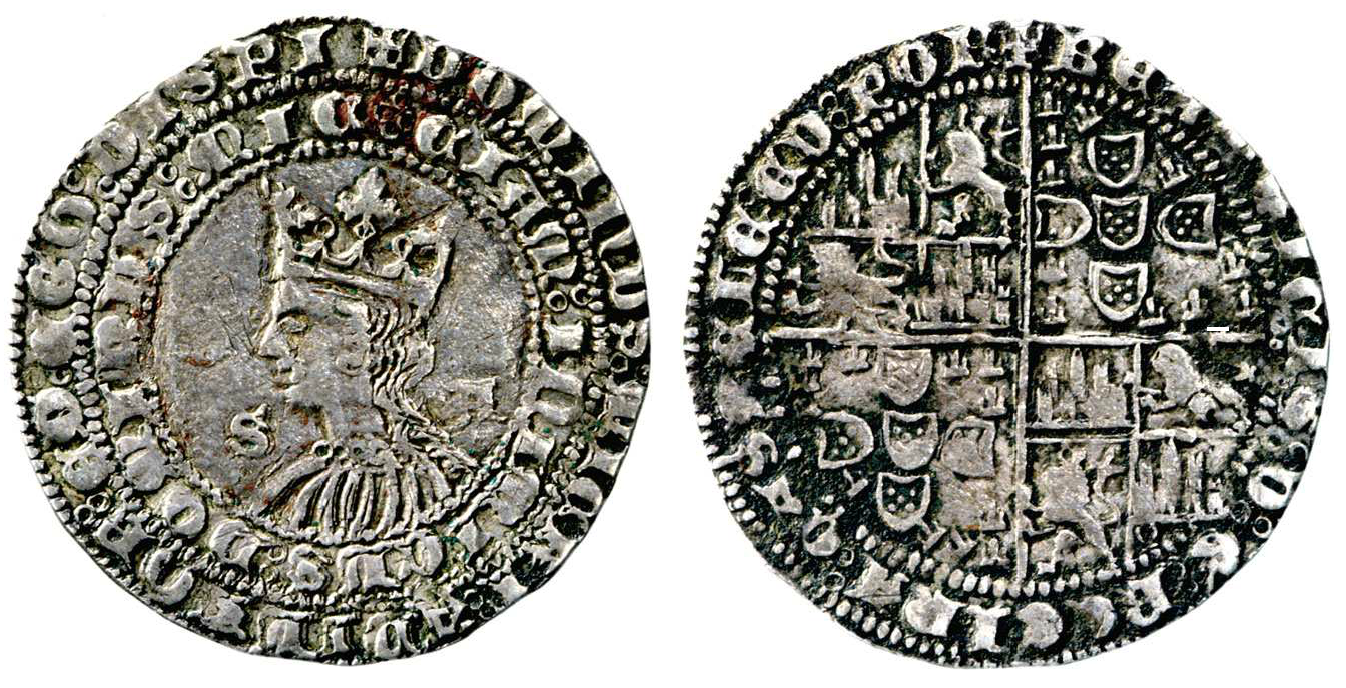
Um Real de prata, com a efígie de D. Beatriz. Esta moeda de extrema raridade, batida em Santarém, pretende ser a afirmação dos direitos de D. Beatriz e seu marido D. João I de Castela ao trono de Portugal. Curiosamente, há também um exemplar de um selo de Beatriz que inclui a representação de 7 castelos, tal como é mencionado em Rui de Pina, desde Afonso III.

Ou seja, o rei castelhano, para além de não fazer menção a qualquer filho seu e de Beatriz no ano em que pretensamente teria falecido, diz, preto no branco, que não sabe ao certo se é ele ou a esposa o verdadeiro soberano de Portugal, e se, por conseguinte, o seu filho Henrique seria ou não, à sua morte, o legítimo herdeiro de Portugal. Isto deveria bastar para convencer os actuais defensores da tese duma hipotética «Rainha Beatriz I» de Portugal, bem como os que engendraram em pensamento o mirabolante Infante dom Miguel, «herdeiro do trono de Portugal», que navegam em quimeras. Mas, pelos vistos, tais acérrimos partidários da «Rainha Beatriz I» pretensamente sabem o que nem João I de Castela sabia: que ela teria sido soberana plena (ou nominal) de Portugal.
D. João I de Castela, que já fora derrotado pela peste no cerco de Lisboa (1384), na época em que redige o seu testamento torna a invadir Portugal, mas é vencido na batalha de Aljubarrota a 14 de Agosto de 1385.

## Fim da pretensão à coroa portuguesa

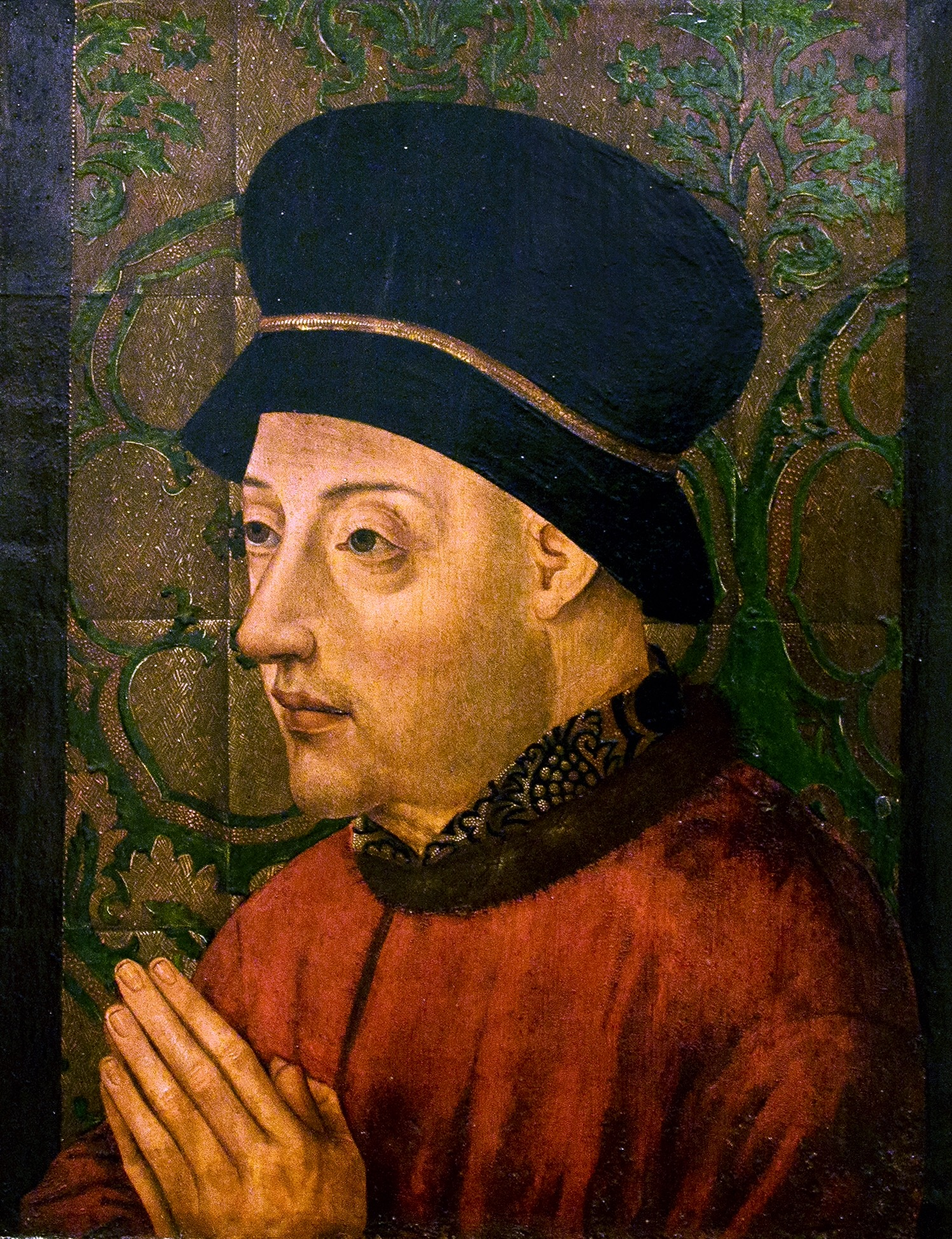
D. João I, Mestre de Avis

Entretanto D. João I, antes Mestre de Avis, fora eleito rei de Portugal nas Cortes de Coimbra. Aqui se evidenciou o Doutor João das Regras, que assentou a sua argumentação, contra Beatriz e João I de Castela, principalmente na quebra do tratado de Salvaterra de 1383, e também no facto de serem cismáticos, além de outras razões, que no entanto considerou serem de menor peso. O princípio que João das Regras defendeu e que as Cortes converteram em lei foi o de que, ao violar o tratado, Beatriz e João I de Castela tinham perdido todos os seus direitos à coroa, ou seja, o tratado era superior e anulava os laços de sangue de Beatriz e os direitos por via do casamento de João I de Castela. Quanto a outros pretendentes, os infantes D. João e D. Dinis, João das Regras provou que eles eram ilegítimos exibindo e lendo, entre outras, uma carta do Papa Inocêncio VI que isso mesmo demonstrava.
Esta eleição e a batalha de Aljubarrota puseram, na prática, fim a qualquer hipótese de êxito quanto às pretensões de João I de Castela e de Beatriz ao trono português. No entanto elas não desapareceram, e só bastantes anos após a sua morte a paz definitiva entre Portugal e Castela seria finalmente confirmada, em Medina del Campo, a 30 de Outubro de 1431.
Para as Cortes de Coimbra a única fonte com algum detalhe entre os cronistas é Fernão Lopes, Crónica de el-rei D. João I, caps. CLXXXI em diante. Ver também esta Crónica, na sua 2ª parte, cap. CXCV, quanto à confirmação do tratado de paz entre Portugal e Castela.

## Últimos anos

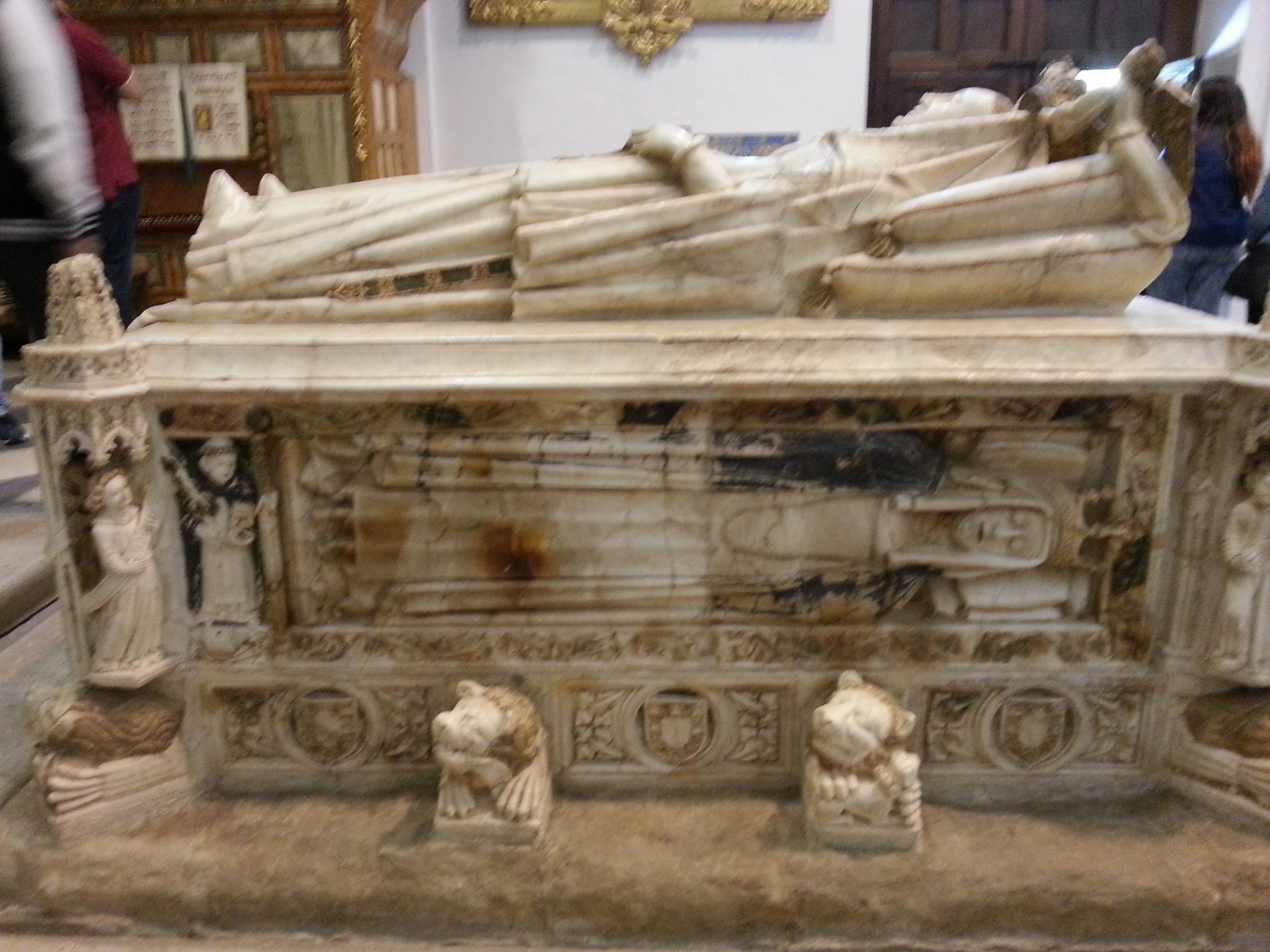
Túmulo da Rainha Beatriz de Portugal, rainha consorte de Castela, que se encontra no Mosteiro de Sancti Spiritus, em Toro, Espanha

Tendo enviuvado em 1390, D. Beatriz veio a residir em Toro. Aí seria sepultada no convento de São Francisco. O seu falecimento ocorreu já posteriormente a meados de 1412, altura em que temos a certeza que ainda era viva, pois conhece-se uma carta sua a Fernando I de Aragão em que lhe pede ajuda para o restauro daquele convento.
Em 1419 Beatriz enviou através de Juan González de Sevilla, catedrático da Universidade de Salamanca e mais tarde Bispo de Cádiz, uma súplica ao papa Martinho V pedindo favores próprios de alguém que se preparava para morrer. Embora não haja prova documental de quando Beatriz morreu, algumas das suas propriedades foram concedidas ao condestável Álvaro de Luna a partir de 1420, e em junho desse ano a cidade de Toro foi incorporada na Coroa, pelo que é provável que Beatriz tenha falecido entre 1419 e 1420.
Em abril de 1423 firmou-se uma nova trégua entre Portugal e Castela e nela se refere a herança e sucessão de Beatriz.